# Pyrgauchenia recurva
Pyrgauchenia recurva är en insektsart som beskrevs av William D. Funkhouser 1929. Pyrgauchenia recurva ingår i släktet Pyrgauchenia och familjen hornstritar. Inga underarter finns listade i Catalogue of Life.